# 1913 en Colombie-Britannique
Chronologie de la Colombie-Britannique
- 1909
- 1910
- 1911
- 1912
- 1913
- 1914
- 1915
- 1916
- 1917

Cette page concerne des événements qui se sont produits durant l'année 1913 dans la province canadienne de Colombie-Britannique.

## Politique
- Premier ministre : Richard McBride.
- Chef de l'Opposition :
- Lieutenant-gouverneur : Thomas William Paterson
- Législature :

## Événements

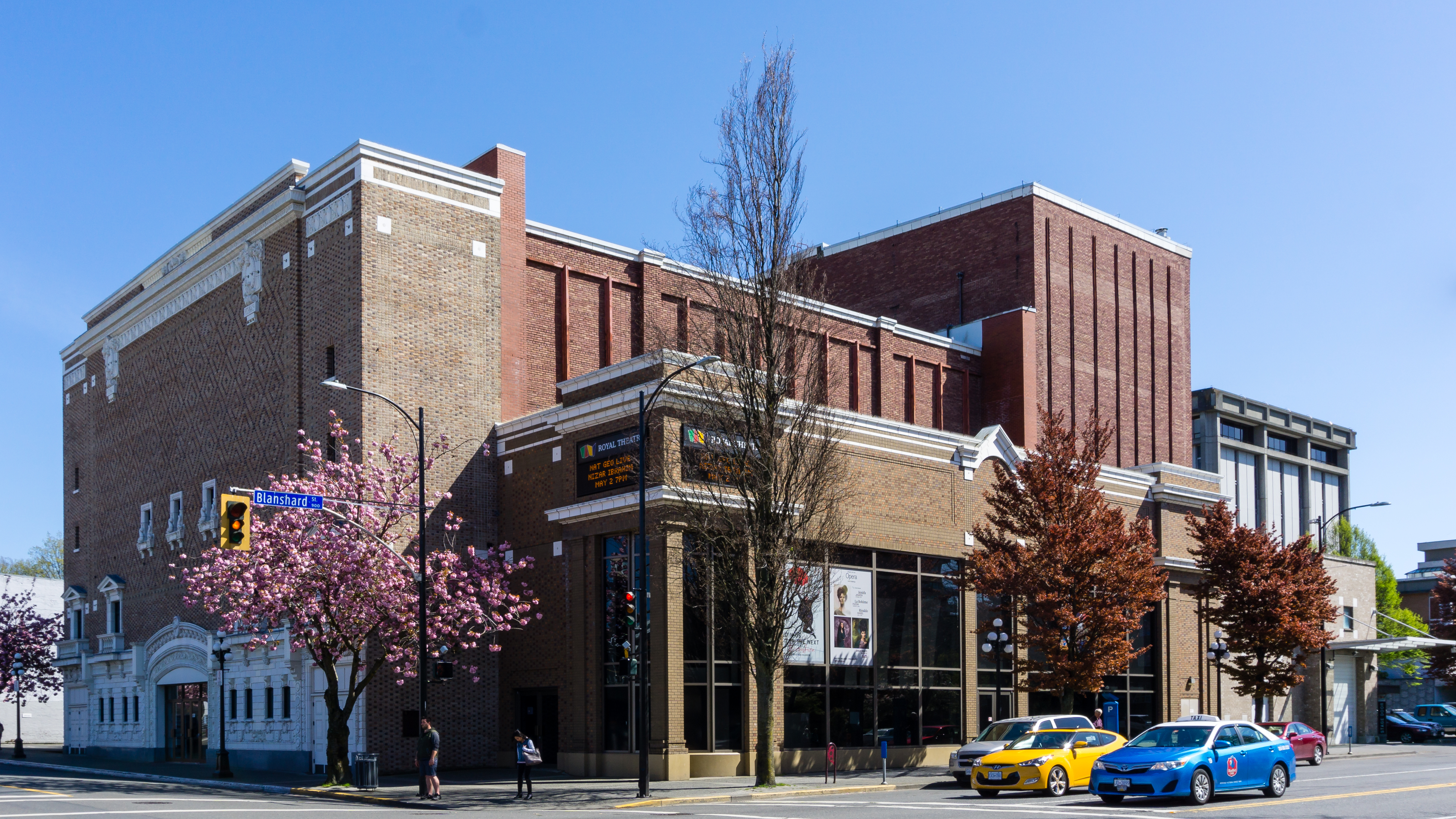
Royal Theatre, Victoria.

- Première ascension du Mont Robson.
- Mise en service à Castlegar du  Brilliant Suspension Bridge , pont routier suspendu de 100 mètres de longueur sur la Kootenay river [1].
- Achèvement du Royal Theatre, salle de concert et opéra situé 805 Broughton Street à Victoria[2].

## Naissances
- Basil Zarov, né  à Victoria, mort le 6 mai 1998 à Toronto, photographe canadien.

- 7 décembre à Cranbrook : Donald Cameron MacDonald  (décédé le 8 mars 2008), homme politique provincial canadien de l'Ontario. Député de York-Sud dans la région de Toronto, il devient chef du Co-operative Commonwealth Federation  en 1953 et le demeura lorsque celui-ci devient le Nouveau Parti démocratique de l'Ontario jusqu'en 1970.

## Décès
- 18 novembre : John Foster McCreight, premier ministre de la Colombie-Britannique.